# Titus Accius
Titus Accius là một luật sư La Mã và kỵ sĩ.
Accius là một cư dân bản địa của Pisaurum. Vào năm 66 TCN ông đã đứng ra làm công tố viên trong phiên tòa xét xử tội giết người của Aulus Cluentius Habitus, người này bị buộc tội giết hại Oppianicus già bằng thuốc độc. Cicero là người biện hộ duy nhất của Cluentius, và đã sáng tác bài diễn văn nổi tiếng của ông ta Pro Cluentio trong dịp này.
Accius là một học trò của Hermagoras xứ Temnos, và được Cicero khen ngợi về sự chính xác và lưu loát.